# Tamas Grossmann
Tamas Grossmann (nacido Tamas Gecsö, Budapest, Hungría, 16 de marzo de 1997) es un deportista alemán que compite en piragüismo en la modalidad de aguas tranquilas.
Ganó cuatro medallas en el Campeonato Mundial de Piragüismo entre los años 2017 y 2022, y una medalla de oro en el Campeonato Europeo de Piragüismo de 2022.

## Palmarés internacional
| Campeonato Mundial | Campeonato Mundial          | Campeonato Mundial | Campeonato Mundial |
| Año                | Lugar                       | Medalla            | Competición        |
| ------------------ | --------------------------- | ------------------ | ------------------ |
| 2017               | Račice (República Checa)    | Medalla de bronce  | K4 1000 m          |
| 2018               | Montemor-o-Velho (Portugal) | Medalla de oro     | K4 1000 m          |
| 2022               | Halifax (Canadá)            | Medalla de oro     | K2 1000 m          |
| 2022               | Halifax (Canadá)            | Medalla de plata   | K1 5000 m          |
| Campeonato Europeo |                             |                    |                    |
| Año                | Lugar                       | Medalla            | Competición        |
| 2022               | Múnich (Alemania)           | Medalla de oro     | K2 1000 m          |